# Sandoval Cardoso
Sandoval Lôbo Cardoso (Goiânia, 19 de março de 1977) é um pecuarista e político brasileiro, filiado ao Solidariedade (SD). Foi o 7.° Governador do Estado do Tocantins.

## Biografia
Foi Presidente da Fundeagro e Vice-Presidente da CNPC. Em 2006  foi eleito Deputado Estadual com 12.640 votos (1,84%), e em 2010, foi reeleito como o mais votado da história do Estado do Tocantins com 27.072 votos (3,66%).
Nas eleições de 2010 foi o deputado estadual mais votado da história do estado de Tocantins. Naquele mesmo ano o deputado, então filiado ao PMDB-TO, teve fotos vazadas nas quais aparece segurando uma arma ao lado de uma onça-pintada abatida. O deputado confirmou autenticidade das fotos, mas negou que ele próprio o tivesse matado, justificando no entanto a morte do felino em risco de extinção com o argumento de que o mesmo rondava sua propriedade no município de Colinas do Tocantins, onde foi líder do sindicato rural. 
Em 2014, com a renúncia do então governador Siqueira Campos (PSDB), e do seu vice-governador João Oliveira (DEM), foi eleito por eleição indireta Governador do Estado do Tocantins.
Disputou a reeleição para o governo do Estado, obteve 314.392 votos (44,72%), contra 360.640 votos (51,30%), de Marcelo Miranda, e foi derrotado no primeiro turno.
Em 13 de outubro de 2016 foi preso preventivamente pela Polícia Federal, na Operação Ápia, que investiga uma fraude de R$ 1,2 bilhão em licitações.